# Fritillaria gussichiae
Fritillaria gussichiae là một loài thực vật có hoa trong họ Liliaceae. Loài này được (Degen & Dörfl.) Rix miêu tả khoa học đầu tiên năm 1978.